# Plectomediocris
Plectomediocris es un género de foraminífero bentónico de la subfamilia Pseudostaffellinae, de la familia Ozawainellidae, de la superfamilia Fusulinoidea, del suborden Fusulinina y del orden Fusulinida. Su especie tipo es Mediocris (Plectomediocris) asymmetrica. Su rango cronoestratigráfico abarca el Viseense (Carbonífero inferior).

## Discusión
Clasificaciones más recientes incluyen Plectomediocris en la superfamilia Ozawainelloidea, y en la subclase Fusulinana de la clase Fusulinata. Clasificaciones más recientes incluyen Plectomediocris en la familia Pseudostaffellidae.

## Clasificación
Plectomediocris incluye a las siguientes especies:
- Plectomediocris asymmetrica †
- Plectomediocris venustus †